# Сан-Сальвадор (острів)
Сан-Сальвадор ( англ. San Salvador Island ) — острів та район Багамських островів, також відомий як острів Вотлінг.

## Історія

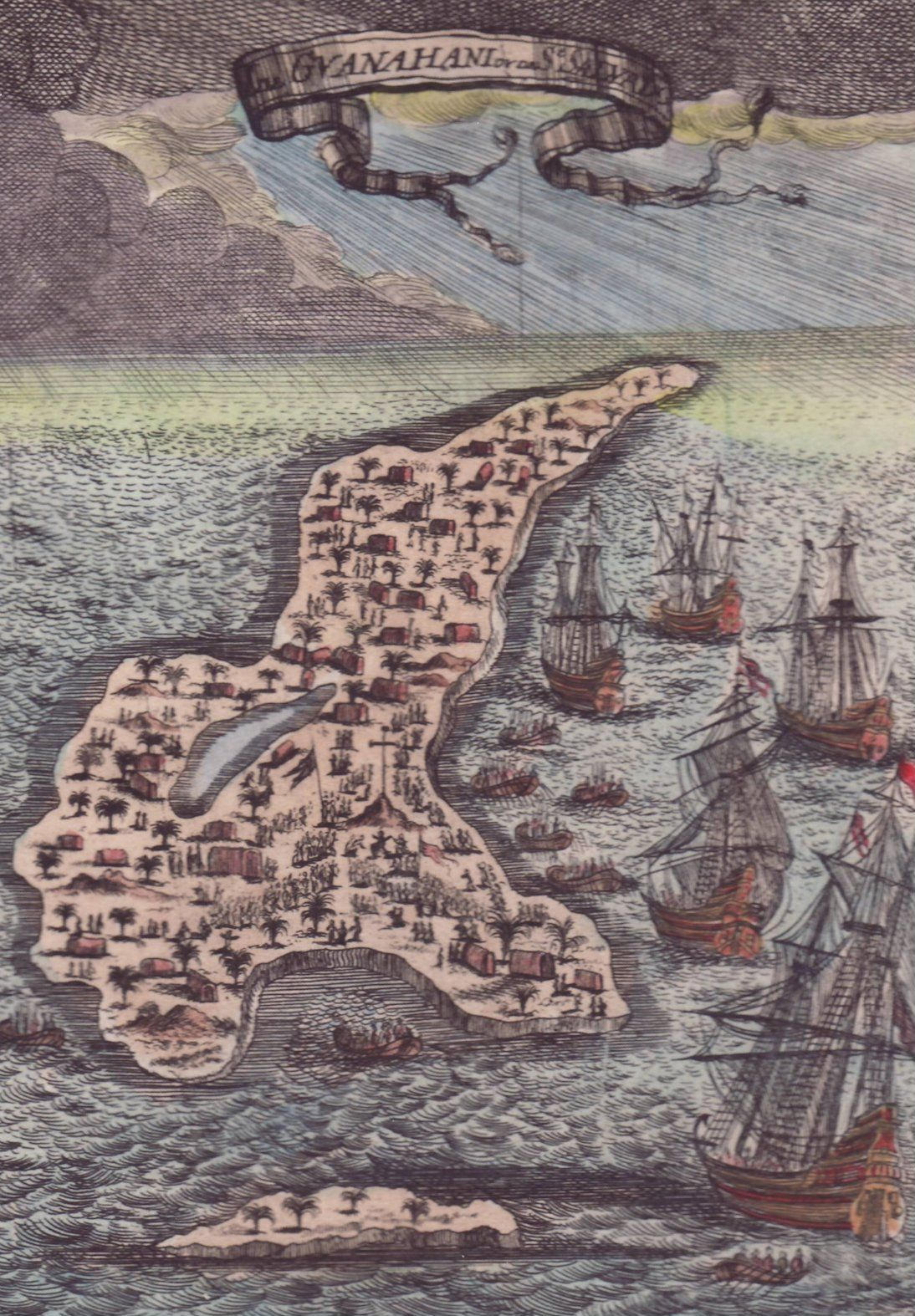
Ґуанахані (малюнок 1685 р.)

У 1485 році, після того, як португальський король відкинув його проект, Колумб перебрався до Кастилії, де за підтримки головним чином андалуських купців та банкірів добився організації під своїм керівництвом урядової океанської експедиції. 
Ця експедиція (1492-1493) у складі 90 осіб на судах  «Санта Марія» (200 тонн),  «Пінта»(60-70 тонн) та «Нінья»(50–60 тонн) вийшла з Палоса 3 серпня 1492 року, від Канарських островів повернула на захід, перетнула Атлантичний океан в субтропічному поясі і досягла острова Сан-Сальвадор у Багамському архіпелазі, де висадилася 12 жовтня 1492 (офіційна дата відкриття Америки). 
До 1986 року, коли Національне географічне товариство висловило припущення про острів Самана-Кі, існувала думка, що під час своєї першої експедиції у Новий світ, острів Сан-Сальвадор був першою землею, яку побачив та відвідав Христофор Колумб 12 жовтня 1492 року. У документах Колумба сказано, що мешканці території, на яку він висадився, називали острів — Гуанахані (Guanahani). За право називатися місцем «першого привалу Колумба» досі борються відразу кілька островів.
На острові існує 4 монумента, що вказують місце висадки ескадри Христофора Колумба 12 жовтня 1492.

## Походження назви
Названий Гуанахані (Guanahani) місцевими індіанцями, острів був перейменований у Сан-Сальвадор самим Колумбом на честь Святого Спасителя. Пізніше острів був захоплений британським піратом Джоном Вотлінгом (John Watling) та перейменований ним у острів Вотлінг, на честь самого себе. Втім, з 1925 року назву Сан-Сальвадор було відновлено.

## Географія
Острів є піком підводної гори, яка йде на глибину 4500 м. на саме дно океану. Острів являє є поєднанням пагорбів, чудових пляжів, солоних лагун і небезпечних рифів і мілин, які оточують велику його частину. Довжина острова — 21 км, ширина — 8 км.

## Населення
На острові Сан-Сальвадор живе близько тисячі осіб, головний населений пункт — Коберн-Таун, адміністративний центр і місце знаходження державного педагогічного коледжу.

## Адміністративний поділ

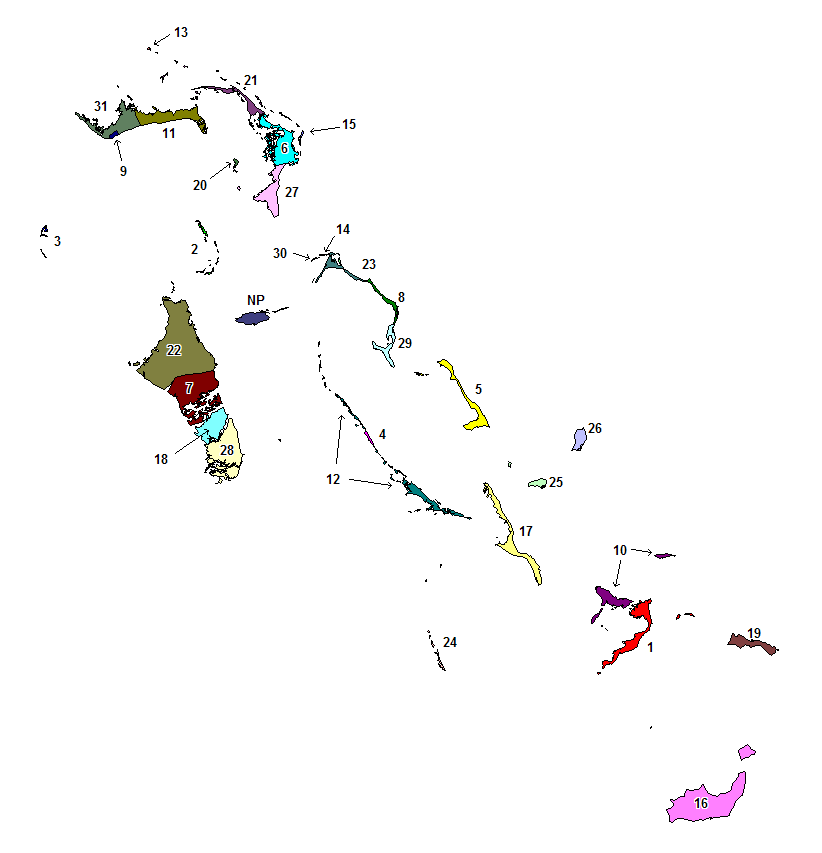
Сан-Сальвадор під номером 26

Сан-Сальвадор — один з 32 районів Багамських островів. На карті він позначений номером 26. Адміністративний центр району — місто Коберн-Таун. Площа району — 163 км . Населення — 930 осіб (2010).

## Економіка
Сьогодні[коли?] основною економіки острова є туризм. У північній частині острова на березі гавані Грехема (Graham's Harbour) знаходиться дослідний центр Джерейс (Gerace Research Center) (колишня Багамські польова станція — Bahamian Field Station). Сотні студентів і вчених щороку користуються станцією як базою для вивчення тропічної морської геології, біології і археології.

## Клімат
Клімат острова прохолодний влітку, коли температура коливається від 22 до 32 °C, і теплий взимку, коли температура коливається від 17 до 27 °C. Середня кількість опадів, що випадають за рік, становить 1000 мм. Холодні фронти з півночі приносять дощі взимку, а влітку дощі йдуть в основному у результаті конвекції. Сезон дощів на острові настає з вересня по листопад, він пов'язаний з тропічними депресіями, тропічними штормами і ураганами.

## Галерея

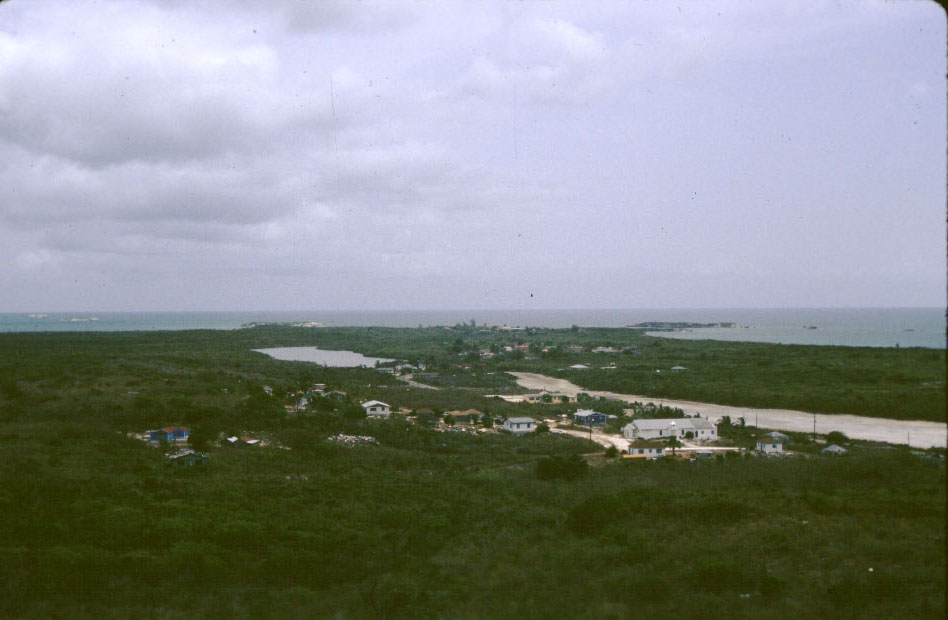
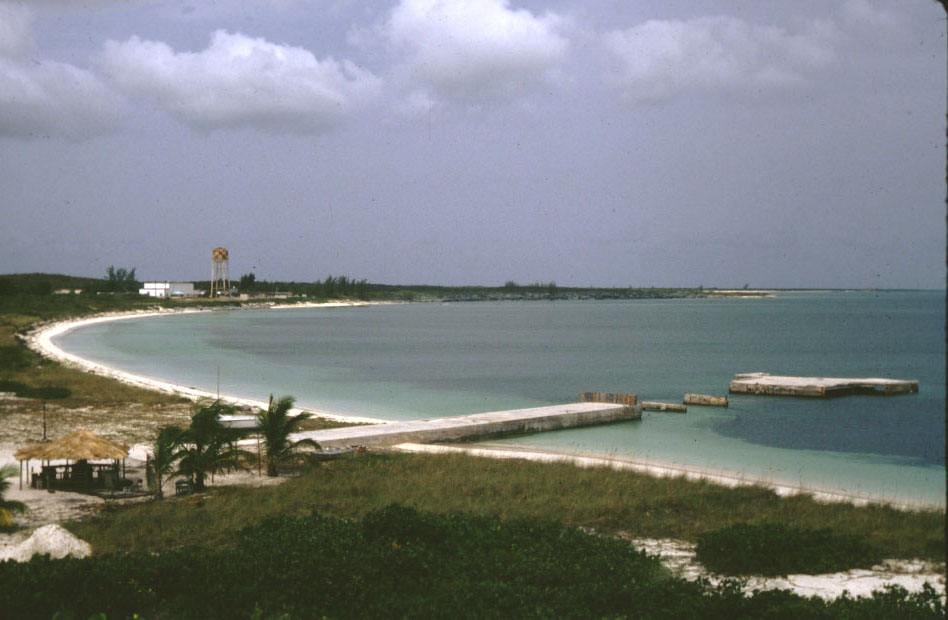
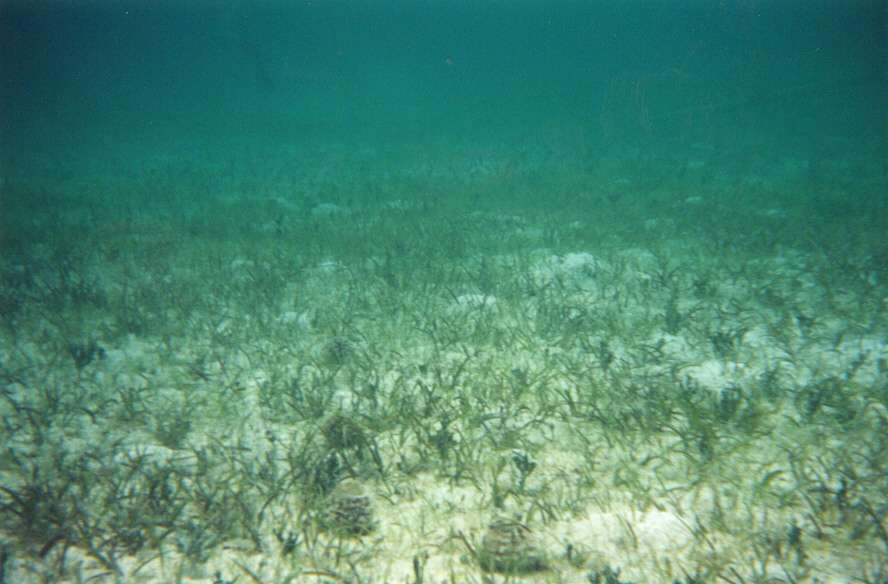
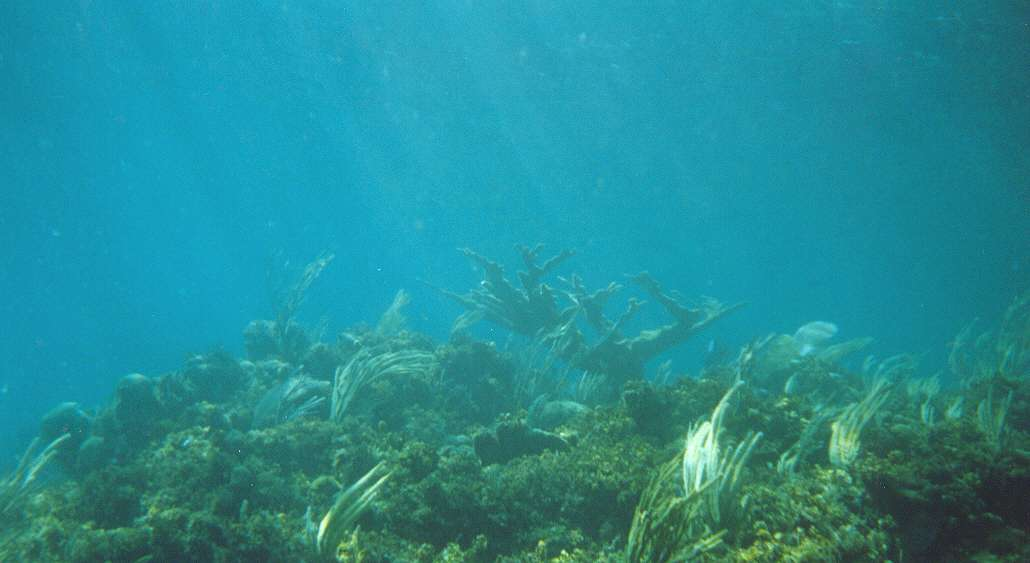